# Difficult to Cure
Difficult to Cure è il quinto album discografico del gruppo musicale inglese Rainbow, pubblicato nel 1981.

## Tracce
1. I Surrender – 4:10 (Russ Ballard)
2. Spotlight Kid – 5:04 (Ritchie Blackmore, Roger Glover)
3. No Release – 5:42 (Ritchie Blackmore, Roger Glover, Don Airey)
4. Magic – 4:15 (Brian Moran)
5. Vielleicht Das Nachste Mal (Maybe Next Time) – 3:23 (Ritchie Blackmore, Don Airey)
6. Can't Happen Here – 5:09 (Ritchie Blackmore, Roger Glover)
7. Freedom Fighter – 4:28 (Joe Lynn Turner, Ritchie Blackmore, Roger Glover)
8. Midtown Tunnel Vision – 4:44 (Joe Lynn Turner, Ritchie Blackmore, Roger Glover)
9. Difficult to Cure – 5:58 (Ludwig van Beethoven, arr. Ritchie Blackmore, Roger Glover, Don Airey)

## Formazione
- Joe Lynn Turner - voce
- Ritchie Blackmore - chitarra
- Roger Glover - basso
- Don Airey - tastiere
- Bobby Rondinelli - batteria